# 809 Lundia
809 Lundia è un asteroide della fascia principale. Scoperto nel 1915, presenta un'orbita caratterizzata da un semiasse maggiore pari a 2,2830075 au e da un'eccentricità di 0,1918065, inclinata di 7,14470° rispetto all'eclittica.
Sebbene molto vicino agli asteroidi della famiglia Flora, stante la sua classe spettrale, non appare correlato a questi.
L'asteroide è dedicato alla città svedese di Lund e al locale osservatorio.
Nel 2005 ne è stata ipotizzata la probabile natura binaria, ribadita in successivi studi. In nessuno di questi è stato tuttavia definito il nome pur provvisorio del satellite. Le due componenti del sistema, distanti tra loro 15,8 km, avrebbero dimensioni comparabili di circa 6,9 e 6,1 km. Questa configurazione porrebbe il baricentro esternamente a entrambi i corpi che ruoterebbero intorno ad esso in circa 15,4 ore.